# Gory Blister
Gory Blister ist eine Technical-Death-Metal-Band aus Mailand, Italien und wurde 1991 gegründet. Ihre Lieder handeln von der Psychologie zu inneren Gedanken und dem Weltall.

## Geschichte
Die Band wurde im Jahre 1991 gegründet und nach zwei Demos, Spoilt By Greed von 1991 und Hanging Down the Sounds von 1993, veröffentlichten sie 1997 ihre erste EP Cognitive Sinergy. 1999 veröffentlichten sie dann ganz ohne die Unterstützung eines Labels Art Bleeds. Im Jahre 2004 bestand die Band aus Sänger Adry Bellant, Schlagzeuger Joe La Viola, Bassist Fredrick und Gitarrist Raff. Im Oktober 2004 macht die Band im Auftrag von AreaDeath Productions ein Cover von "1000 Eyes" für ein chinesisches Death Tributealbum Unforgotten Past - A Tribute to Chuck Schuldiner. Im Januar 2005 unterschrieb die Band einen Vertrag bei Mascot Records. Anfang 2006 wurde das Album Skymorphosis schließlich bei Mascot Records veröffentlicht. Im Januar 2007 verließ Sänger Adry Bellant die Band und wurde durch Clode ersetzt. Im Februar waren sie zusammen mit Amoral in Italien auf Tour. Ihr aktuelles Album Graveyard of Angels wurde am 6. April 2009 ebenfalls bei Mascot Records veröffentlicht.

## Diskografie
- Spoilt By Greed (Demo, 1991)
- Hanging Down the Sounds (Demo, 1993)
- Cognitive Sinergy (EP, 1997)
- Art Bleeds (LP, 1999)
- Skymorphosis (LP, Mascot Records, 2006)
- Graveyard of Angels (LP, Mascot Records, 2009)